# Phare de Rubicon Point
Le phare de Rubicon Point était un petit phare situé sur le lac Tahoe, le plus grand lac alpin d'Amérique du nord à 1 897 m d'altitude dans le Comté d'El Dorado (État de la Californie), aux États-Unis.
Ce phare inactif est préservé et il est géré le D.L. Bliss State Park.

## Histoire
Le phare a été demandé, avec des bouées pour le lac, en 1913 par la Lake Tahoe Protective Association, et a été construit sous la direction de JJ Bodilsen en 1916 et par l'US Coast Guard. La difficulté de sa maintenance et de son approvisionnement en carburant  ont fait qu'il a été désactivé en 1920 et a été établi au phare de Sugar Pine Point.
Au fil des ans, la cabane en bois de 3,7 m de haut, sans lanterne, s'est détériorée au point que beaucoup de gens le prennent pour une dépendance. Aujourd'hui, cependant, des efforts ont été faits et sa restauration a été achevée en 2001.
Le phare de Rubicon Point a l'altitude la plus élevée de tous les phares américains Il se trouve à une altitude de près de 1 900 m. Il a été érigé à un point où il pouvait être vu de la plupart des endroits autour du lac.
Identifiant : ARLHS : USA-917 .
|           |
| Lac Tahoe |

|               |
| Rubicon Point |

### Lien connexe
- Liste des phares de la Californie